# Дипломат
Дипломат е обобщаващ термин за официалните представители на една държава или международна организация (като например ООН, ЕС), изпратени в друга държава с цел постоянното поддържане на международните отношения между двете страни. Дипломатите са ангажирани, наред с основната си дейност, и по въпросите на търговията, представлявайки позицията на своето правителство, екстрадицията на престъпници, визи, войната и мира, и преговори на международни договори, преди официалното им приемане.